# Qazi Muhammad
Qazi Muhammad (قازی محه‌مه‌د en kurde), né en 1893 et mort exécuté le 31 mars 1947, est un leader nationaliste et religieux kurde de Mahabad. Il fut le chef de file du mouvement autonomiste kurde en Iran soutenu par l'Union soviétique dans les années 1942-1947.
Il était le président de la République de Mahabad. Après la reconquête iranienne, il est exécuté par pendaison pour trahison en 1947.

## Biographie
C'est en 1945 que Qazi Muhammad fonde le PDKI. Il est également le président de la république de Mahabad. Son cousin, Mohammed Hossein Saif Qazi, a dirigé un ministère de l'éphémère république. Lorsqu'en 1947, l'URSS se retire de la région, la république kurde est écrasée par l'Iran. Une cour militaire iranienne est établie et condamne Qazi Muhammed et deux de ses associés à la pendaison. Ils sont laissés pendus pendant plus de deux jours.
Une de ses filles, Efat Ghazi, a été tuée par une bombe dans une lettre adressée à son mari en Suède en 1990.
Un de ses fils, Ali Qazi est aujourd’hui un membre actif du mouvement kurde[réf. nécessaire].